# John Florio

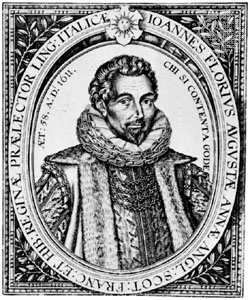
John Florio

John Florio (* 1553 in London; † 1625 in Fulham ebenda), italienisch Giovanni Florio, war ein englischer Übersetzer (von Montaigne) und Gelehrter der Elisabethanischen Zeit. Er war Sprachlehrer am Hof von Jakob I. und möglicherweise eng mit William Shakespeare befreundet.

## Leben und Wirken
Sein Vater Michelangelo Florio war ein in der Toskana geborener Italiener, der, als Schüler des Reformators Giovanni Mollio zum protestantischen (calvinistischen) Glauben gewechselt, erst in Neapel, dann in England während der Regierung von Edward VI. Zuflucht suchte. Dort war er 1550 Pastor der italienischen protestantischen Gemeinde in London und angestellt bei William Cecil, 1. Baron Burghley. Beide Posten verlor er nach einer Anklage wegen Sittenwidrigkeit, was ihm Lord Burghley aber später nicht weiter nachtrug. Er schrieb ein Buch über die italienische Sprache, das er Henry Herbert widmete. Möglicherweise war er Lehrer in der Familie von William Herbert, 1. Earl of Pembroke, dem Vater des 2. Earl von Pembroke (der wiederum mit Mary Sidney, der Schwester des Dichters und Hofmannes Sir Philip Sidney, verheiratet war). Außerdem war er Italienisch-Lehrer von Lady Jane Grey (deren Hinrichtung Michelangelo Florio später nach seinem Rückzug in die Schweiz so stark berührte, dass er ein Buch über die „protestantische Märtyrerin“ schrieb) und der Prinzessin Elisabeth, der späteren Königin Elisabeth. Die Mutter von John Florio war fast mit Sicherheit Engländerin, und Florio selbst fühlte sich auch immer als Engländer.
Die Florio-Familie verließ (so Anthony Wood) England nach dem Thronantritt von Königin Mary. In Straßburg traf Michelangelo Florio Mitglieder der aristokratischen protestantischen Familie de Salis aus Bregaglia in der italienischsprachigen Schweiz, der ihm den Posten eines Pastors und Lehrers in Soglio (nördlich des Comer Sees) anbot. Dort wuchs John Florio auf, lernte von seinem Vater fließend italienisch zu sprechen (und wahrscheinlich von seiner Mutter fließend Englisch) sowie zusätzlich Französisch und Deutsch. Mit 7 Jahren besuchte er die Schule und später eine Universität in Deutschland. Zur Zeit der Königin Elisabeth (Anfang der 1570er Jahre) kehrte er nach England zurück, möglicherweise zusammen mit seiner Mutter.
Der umfassend humanistisch gebildete John Florio, der die englische Sprache ungelenk und barbarisch empfand, sah es als seine Mission die Engländer durch Bereicherung ihrer Sprache etwa mit italienischen Sprichwörtern und Vermittlung aristokratischer Umgangsformen des Kontinents zu bereichern und begann als Italienisch-Lehrer zu arbeiten. Daneben arbeitete er für den elisabethanischen Spionagechef Sir Francis Walsingham als Agent, da er z. B. im Haus des französischen Botschafters als Lehrer tätig war. Als Freund von Giordano Bruno vermittelte er den englischen Intellektuellen wie Sir Philip Sidney dessen Lehren etwa vom Leben auf außerirdischen Planeten. Einige Zeit war Florio an der Universität Oxford, wo er 1576 am Magdalen College Tutor der Sohn des Bischofs von Durham (Richard Barnes) war und 1581 Mitglied des Colleges als Tutor für Französisch und Italienisch wurde. 1578 veröffentlichte er eine Anleitung zum Lernen des Italienischen (und seiner Kultur), dem Titel nach darüber, wie man seine Rede mit Sprichwörtern und witzigen Wendungen anreichert („First Fruits..“), dem 1591 ein Folgeband „Second Fruits, to be gathered of twelve trees..“ folgte, angekündigt mit 6000 italienischen Redewendungen im Anhang. Darin waren Dialoge und Auszüge aus italienischen Schriftstellern teilweise parallel italienisch und englisch abgedruckt.
Florio war als Lehrer sehr in Mode und hatte verschiedene Gönner. So lebte er nach eigenen Worten einige Jahre bei Henry Wriothesley, 3. Earl of Southampton und William Herbert und war mit dem Earl of Pembroke befreundet, den er in seinem Testament bedachte (mit der klaren Absicht, dass er sich um seine zweite Frau Rose kümmere).
Im Jahr 1598 veröffentlichte er sein italienisch-englisches Wörterbuch „A World of Words“. Nach der Thronbesteigung von Jakob I. 1603 wurde er Lehrer für Italienisch und Französisch für dessen Thronerben Henry Frederick Stuart, Prince of Wales. Er wurde „Gentleman of the Privy Chamber“ und „Clerk of the Closet“ der Königin Anna, die er ebenfalls unterrichtete. Eine erheblich erweiterte Ausgabe seines Wörterbuchs nannte er dementsprechend nach der Königin „Queen Anna´s New World of Words“.
Sein Hauptwerk ist die Übersetzung der Essays von Montaigne („Essayes on Morall, Politike, and Millitarie Discourses of Lo. Michaell de Montaigne“), in drei Büchern 1603 veröffentlicht. Die zweite Auflage 1611 wurde ebenfalls der Königin gewidmet. Eine Kopie der 1. Auflage der Essays in der British Library enthält eine Besitz-Signatur von Shakespeare, die lange für echt gehalten wurde, aber heute als Fälschung des 18. Jahrhunderts angesehen wird. Ein anderes Exemplar trägt den Namen von Ben Jonson. Gelegentlich (Bischof William Warburton) wurde vermutet, dass Florio das Urbild des Holofernes in „Verlorene Liebesmüh“ von Shakespeare ist, eines pedantischen, schwülstige Reden haltenden Schulmeisters. Aufgrund der engen Verbindung von Florio zu Shakespeares Gönner Southampton ist es eher wahrscheinlich, das Shakespeare selbst mit Florio befreundet war und von ihm seine Kenntnisse in italienischer und französischer Literatur hatte. Florio war auch mit Ben Jonson befreundet, der ihm eine Kopie seines „Volpone“ mit der Widmung „to his loving father and worthy friend Master John Florio“ schickte.
Florio heiratete eine Schwester des Dichters Samuel Daniel, der im Haus von Mary Sidney, Gräfin von Pembroke, arbeitete, die einen literarischen Zirkel unterhielt („Wilton Circle“). Wood charakterisiert Florio in seiner „Athenae Oxonienses“ als versiert in seinem Beruf, eifrig in seiner Religion und mit seiner von ihm erwählten Heimat England tief verbunden.
Er starb im Herbst 1625 in Fulham bei London in Armut, da die Bezahlung der königlichen Pension ausblieb. Sein Haus in der Shoe Lane wurde zur Begleichung seiner hohen Schulden veräußert, seine Tochter machte aber bei der Heirat eine gute Partie. Viele der Nachfahren waren königliche Ärzte.